# Montpellier Héros
Montpellier Héros est une série documentaire socio-culturelle et sportive française, produite et diffusée par Canal+ à l’automne 2021. Ce documentaire en six épisodes raconte la saison 2020/2021 de Ligue 1 du Montpellier Hérault Sport Club qui essaye de se qualifier en Coupe d’Europe dix ans après avoir été sacré champion de France. 
Dans son communiqué de presse, la chaîne explique que la série « raconte cette équipe encore habitée par un état d’esprit populaire, « l’esprit Pailladin », loin du foot moderne et aseptisé. Montpellier Héros, c’est l’ADN d’un club qui refuse de vivre comme les autres. »

## Production
CANAL + a filmé pendant un an, de juin 2020 à mai 2021. Le montage de certaines séquences montre que, parfois, plusieurs caméras filment en même temps. Florian Hénaut, David Ribeiro et Thibault Saingeorgie sont les journalistes cités par L'Équipe et présents aux génériques de chacun des épisodes. 
Une interview pour So Foot explique que le MHSC a été le premier choix de la chaîne parce qu’il « est un club à part avec son histoire et ses personnages. Avec les dirigeants, que ce soit Laurent Nicollin, Bruno Carotti ou Michel Mézy, et les joueurs, Andy Delort, Téji Savanier, Vitorino Hilton, etc, on avait des parcours de vie et des éléments qui faisaient du MHSC une très bonne cible et un super terrain de jeu. »
Selon l’équipe de journalistes, « il y a très vite eu un contrat de confiance entre nous. L'exercice […] se voulait différent parce que les inside sportifs bourrés de ralentis où tu ne suis que la direction, où on ne t'ouvre que quelques portes, commencent à pleuvoir. On a été avec les féminines, les joueurs de l'équipe première masculine, le staff, les dirigeants, les ultras, les membres de la sécurité... Et c'était essentiel, car un derby, par exemple, on voulait le vivre avec tous ces gens-là. On voulait montrer comment un club fonctionne, sans qu'on nous dise quoi montrer. Montpellier a joué le jeu et a tout ouvert, sans faire semblant. Derrière, ça a été du velours, et aucune porte ne s'est jamais refermée. »
D'après le réalisateur, le club n'est pas intervenu pendant le tournage ni le montage ; Thibault Saingeorgie assure : « Il y a eu une liberté éditoriale totale. Comme tout le monde, Montpellier a vu les teasers qu'on a diffusés mais sinon ils n'ont pas regardé une image avant la diffusion. Je les avais prévenus pendant le tournage : « Jamais je ne m'autoriserai à dire à l'entraîneur comment faire son équipe, ici personne ne me dira comment faire le doc. » Cela se ressent et c'est plaisant. »

## Critiques
L’Equipe précise aussi : « lorsqu'il s'agit d'ouvrir les portes d'un club et de son vestiaire, la promesse initiale n'est pas toujours tenue. Cette fois [...] nous ne sommes pas déçus. »
Selon Télérama, Montpellier Héros est « d’une vérité saisissante, cette immersion dans les coulisses d’un club de foot de haut niveau est un document rare ». L’hebdomadaire culturel ajoute : « Si l’immersion journalistique dans le quotidien d’un club est devenue courante, personne n’avait aussi bien échappé au formatage. »

## Episodes
| N° | Titre                  | Synopsis | Date de première diffusion |
| -- | ---------------------- | --- | -------------------------- |
| 1  | La fin des vacances    | La présaison, les dégâts du Covid19, le mercato et la gestion difficile de l’attaquant star de l’effectif, Andy Delort.                                                                                      | 25/09/21                   |
| 2  | Sang bleu & peur rouge | Le Sud à travers les ultras et la communauté gitane du meneur de jeu Téji Savanier. Avant qu’une défaite historique ne vienne tout bouleverser.                                                              | 02/10/21                   |
| 3  | L'esprit pailladin     | Le vétéran Vitorino Hilton et les garants de l’état d’esprit atypique et si cher à « Loulou », viennent au secours du club.                                                                                  | 16/10/21                   |
| 4  | En chute libre         | Le vestiaire se désagrège devant les yeux de Michel Der Zakarian, entraîneur acculé par la pression d’une qualification en Coupe d’Europe.                                                                   | 23/10/21                   |
| 5  | Au nom du père         | Laurent Nicollin affronte la crise économique et sportive traversée par le club. Il doit aussi porter le poids de l’héritage et du personnage qu’était son père Louis, fondateur du MHSC en 1974.            | 30/10/21                   |
| 6  | Gloire à la Paillade   | Le sprint final en championnat, l’exploit en Coupe de France et les secrets de La Paillade, cité dans laquelle le club a grandi et qu’il devra un jour quitter. Le dilemme entre l’identité et la modernité. | 06/11/21                   |